# فرانك بليك
فرانك بليك (بالإنجليزية: Frank Blake)‏ هو رائد أعمال أمريكي، ولد في 30 يوليو 1949 في بوسطن في الولايات المتحدة.

## وصلات خارجية
- فرانك بليك على موقع إن إن دي بي (الإنجليزية)